# رابنطية

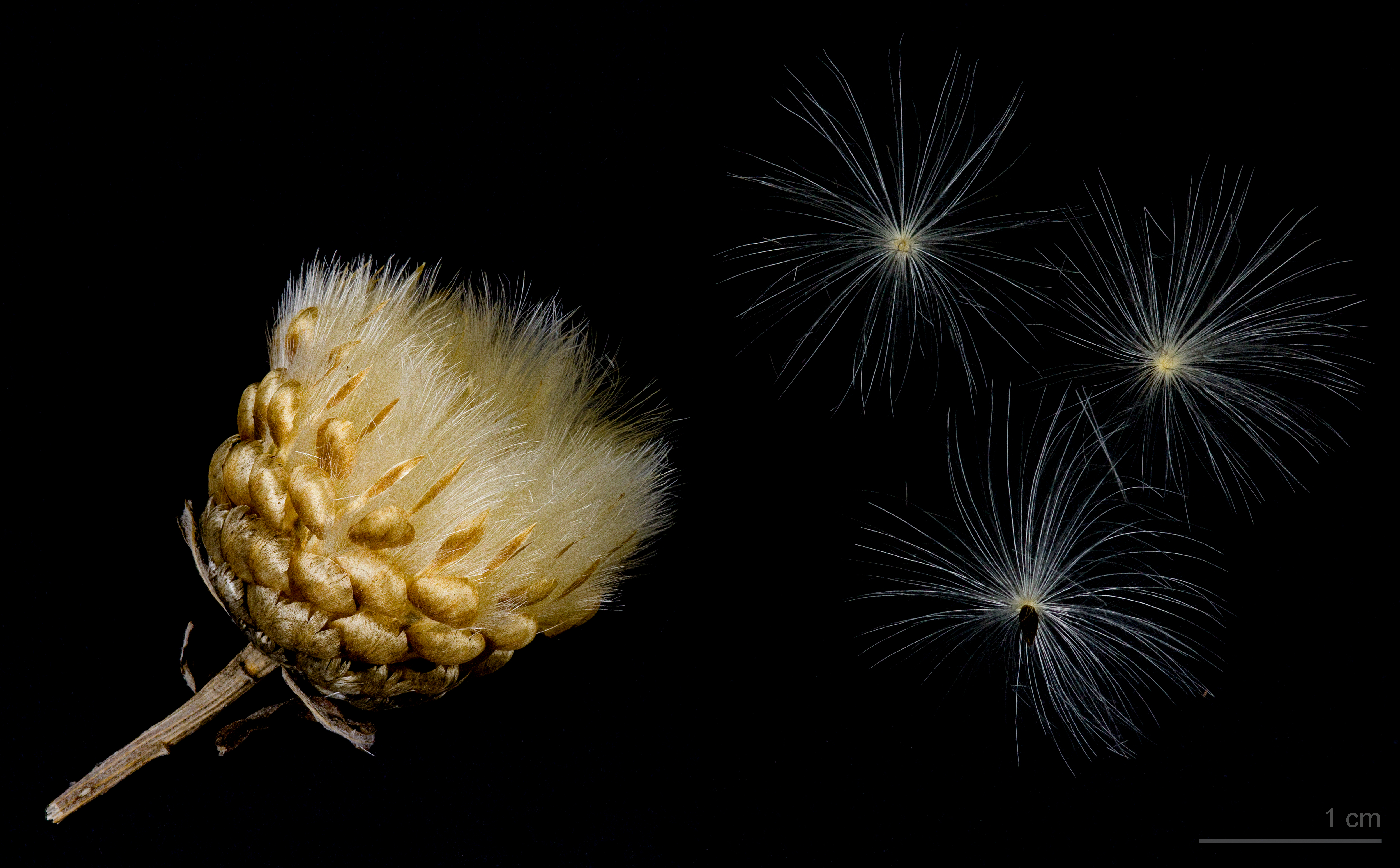

الرَّابُنطِيَّة هو جنس من النباتات المزهرة في القبيلة الشوكاوية ضمن الفصيلة النجمية.

## الوصف
أنواع الرَّابُنطية نباتات عشبية معمرة ذات سيقان بسيطة ونادرًا ما تكون متفرعة. الأوراق بسيطة. الإزهار على قمة الجذع. الثمرة فقيرة ذات زغب كثيف.